# يان كورتي
يان كورتي هو سياسي ألماني، ولد في 5 أبريل 1977 في أوسنابروك في ألمانيا. نشط حزبياً في حزب اليسار وتحالف 90/الخضر. في الانتخابات الفيدرالية الألمانية 2017، انتخب عضو في البوندستاغ الألماني عن دائرة Anhalt (electoral district) ‏ وقد انضم خلال البوندستاغ الألماني التاسع عشر (24 أكتوبر 2017 – ) للكتلة البرلمانية The Left faction (Bundestag) ‏ وانتخب عضو في البوندستاغ الألماني خلال فترته النيابية ‏ (18 أكتوبر 2005 – 27 أكتوبر 2009).

## وصلات خارجية
- الموقع الرسمي